# Moulton (Mondkrater)
Moulton ist ein Einschlagkrater auf der Mondrückseite.
Moulton ist ein Mondkrater im Süden der erdabgewandten Seite, dicht hinter dem südsüdöstlichen Mondrand. Er liegt nordwestlich des riesigen Kraters Schrödinger, am Ende des von diesem ausgehenden Mondtals Vallis Schrödinger. Direkt im Nordwesten schließt sich der Krater Chamberlin an.
Die Entstehungszeit von Moulton wird der nektarischen Periode zugerechnet.
Moulton hat zwei Nebenkrater:
| Buchstabe | Position            | Durchmesser | Link |
| --------- | ------------------- | ----------- | ---- |
| H         | 61,16° S, 100,64° O | 51 km       |      |
| P         | 63,75° S, 93,97° O  | 21 km       |      |

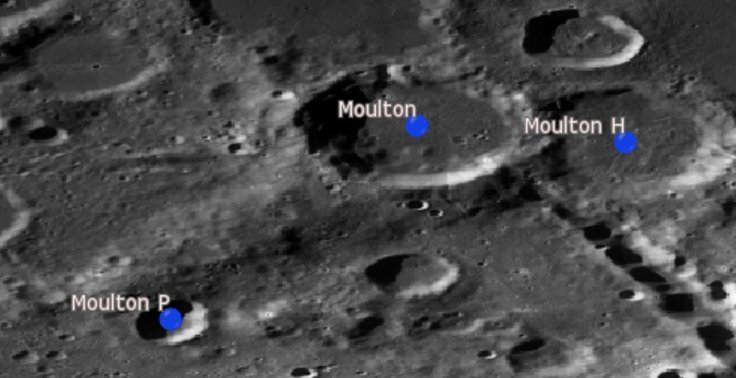
Moulton mit seinen Nebenkratern, unten rechts ein Teil des Vallis Schrödinger

Der Krater wurde 1970 von der IAU offiziell nach dem US-amerikanischen Astronomen Forest Ray Moulton benannt.